# JedenSiedem
JedenSiedem – skład, w który wchodziło dwóch białostockich raperów: Pih i Tymi. Grupa wypromowała się głównie na składankach DJ-a Volta, refren w jednym z utworów zaśpiewała Reni Jusis. W 2000 roku wyszła ich debiutancka płyta Wielka niewiadoma. Była to jedyna płyta, jaką wydali podczas swej kariery.
Po wydaniu płyty raperzy nagrali gościnnie wiele kawałków z takimi wykonawcami jak: Wzgórze Ya-Pa 3, Paktofonika czy Onar i O$ka. W 2001 roku Hirek Wrona zaprosił zespół na 38. Festiwal Piosenki Polskiej w Opolu, a niedługo potem zespół się rozpadł.

## Dyskografia
Albumy
- Wielka niewiadoma (2000, nakład 14 tys.+)[2][3]

Występy gościnne
- DJ 600V – Szejsetkilovolt (1999, utwory „Na dachu bloku” gościnnie: JedenSiedem, „Na dachu bloku” (Remix) gościnnie: JedenSiedem)[4]
- PWRD – PierWsza RunDa (2000, utwór „Czekając na lato” gościnnie: JedenSiedem)[5]
- Wzgórze Ya-Pa 3 – Precedens (2000, utwór „Przysługa za przysługę” gościnnie: JedenSiedem)[6]
- IGS – Ekspedycje (2000, utwory „Masz Czego Żałować” gościnnie: JedenSiedem, „Hawajskie Koszule” gościnnie: JedenSiedem)[7]
- Koma – A.M.O.K. (2001, utwór „To nie przypadek” gościnnie: JedenSiedem, Mały STR)[8]
- Paktofonika – Archiwum kinematografii (2002, utwór „A robi się to tak gościnnie: JedenSiedem)[9]
- KRI. – Kunszt (2003, utwór „Ach co to był za dzień” gościnnie: JedenSiedem)[10]
- DJ 600V – Klasyk Mixtape: Prolog (2011, utwór Wzgórze Ya-Pa 3 – „Przysługa za przysług” gościnnie: JedenSiedem)[11]

Kompilacje różnych wykonawców
- Hiphopowy raport z osiedla w najlepszym wykonaniu (1998, utwór JedenSiedem – „Dla tych, którzy się odwrócili”)[12]
- Hiphopowy raport z osiedla 2000 (2000, utwór JedenSiedem – „Do dołu głowa”)[13]
- Pokaż walory (2000, utwór JedenSiedem – „Ach co to był za dzień”)[14]
- To jest hip-hop Vol.1 (2004, utwór JedenSiedem – „Dla tych, którzy się odwrócili”)[15]